# Petroica de Tasmània
La petroica de Tasmània (Melanodryas vittata) és un ocell de la família dels petròicids (Petroicidae).

## Hàbitat i distribució
Habita boscos oberts a Tasmània i les illes de l'estret de Bass.